# Luis Artime
Luis Artime (ur. 2 grudnia 1938 w Parque Civit) – argentyński piłkarz, który występował na pozycji napastnika.
Był fenomenalnym strzelcem. W profesjonalnym futbolu debiutował w 1959 w Atlancie, gdzie grał do 1961. Następnie był piłkarzem River Plate (1962–1965) oraz Independiente (1966–1968). Grając w tych klubach cztery razy zostawał królem strzelców ligi argentyńskiej, a w 1967 został mistrzem kraju. Później występował w urugwajskim Nacional, gdzie trzy razy był zarówno mistrzem kraju jak i królem strzelców ligi, a w 1971 zwyciężył w Copa Libertadores. Grał także w Brazylii.
W reprezentacji Argentyny w latach 1961–1967 rozegrał 25 spotkań i strzelił 24 bramki. Brał udział w MŚ 66 i był najlepszym strzelcem drużyny – w czterech meczach strzelił trzy bramki oraz w Copa América 1967 (drugie miejsce, z pięcioma bramkami na koncie król strzelców).